# Guará Rodrigues
Guaracy Rodrigues, o Guará (Belo Horizonte, 1943 — Rio de Janeiro, 21 de fevereiro de 2006) foi um ator, diretor de arte e diretor de cinema brasileiro. Conhecido por seus pequenos papéis e pontas ao longo de seus mais de 40 anos como ator, é considerado uma das mais importantes figuras na história do cinema marginal.

## Biografia
Guaracy Rodrigues nasceu na cidade de Belo Horizonte, capital do estado de Minas Gerais em 1943. Iniciou seus trabalhos como ator em 1965, aos 22 anos, no curta-metragem "Guilherme", de Carlos Alberto Prates Correia. No filme Guará vive um matador de aluguel contratado pelo latifundiário local para assassinar o protagonista. Interpretar criminosos se tornaria uma constante em sua vida de ator, culminando no seu papel mais icônico, no filme Memórias de um Estrangulador de Loiras, do cineasta Júlio Bressane
Em 1968, Guará inicia sua parceria, que duraria anos, com o diretor Neville d'Almeida, no filme Jardim de Guerra. Além de ator, Guará também foi roteirista, diretor de arte, assistente de direção e montador do filme. Esse acumulo de funções se repetiria nas demais obras de Neville e de alguns dos filmes de outros cineastas com quem viria a trabalhar. Em Matou a Família e Foi ao Cinema e O Anjo Nasceu, ambos filmes de Bressane lançados em 1969, foi assistente de direção e diretor de arte, dando inicio em sua parceria com o diretor. Por conta de sua parceria com Bressane, virou figura carimbada nos filmes da produtora Belair, onde não só seria ator como também o assistente de direção, sonorizador e diretor de arte.
Passou quase todo os anos 70 em exílio por conta da ditadura militar. Morou com o Júlio Bressane em Londres por um período onde trabalhou com outros cineastas margiais.
No final dos anos 80 retorna ao Brasil, atuando em diversas produções de curtas e longas-metragens nas décadas seguintes.
Em 21 de fevereiro de 2006 foi encontrado morto, na casa de uma amiga em que estava hospedado, no Rio de Janeiro.

## Filmografia
Guará não se notabilizou por papéis de protagonista, mas sim por ser considerado um "coadjuvante de talento". Por muitas vezes era convidado para participar de filmes referenciando suas antigas aparições em trabalhos de seus colegas, sendo suas participações, no geral, consideradas de grande importância e decisivas para a construção das cenas nas quais intervinha, muitas vezes alterando o próprio registro dramático de um filme em razão de sua presença.
| “ | Um plano é um plano e Guará é o ator | ” |
|   | — Torquato Neto.                     |   |

| Ano  | Filme                                         | Personagem               | Nota                            |
| ---- | --------------------------------------------- | ------------------------ | ------------------------------- |
| 1965 | Guilherme                                     | —                        | Curta-metragem                  |
| 1967 | Cara a Cara                                   | —                        |                                 |
| 1968 | O Homem Nu                                    | —                        |                                 |
| 1968 | A Vida Provisória                             | Ator do Filme B          | [ 7 ]                           |
| 1969 | Jardim de Guerra                              | —                        |                                 |
| 1969 | Matou a Família e Foi ao Cinema               | Ele mesmo                | Narração em off                 |
| 1969 | Macunaíma                                     | Bum                      |                                 |
| 1970 | Sem Essa, Aranha                              | —                        |                                 |
| 1970 | Copacabana Mon Amour                          | Trapaceiro               |                                 |
| 1970 | Barão Olavo, o Horrível                       | —                        |                                 |
| 1970 | A Família do Barulho                          | Malandro                 |                                 |
| 1971 | Piranhas do Asfalto                           | —                        |                                 |
| 1971 | Memórias de um Estrangulador de Loiras        | Serial-killer            |                                 |
| 1971 | Amor Louco                                    | Homem no apartamento     |                                 |
| 1972 | Gatos da Noite                                | —                        |                                 |
| 1976 | O Rei do Baralho                              | —                        |                                 |
| 1978 | Madrepérola                                   | —                        |                                 |
| 1979 | Anchieta, José do Brasil                      | Francisco Pereira        |                                 |
| 1980 | Os Sete Gatinhos                              | Barbosa Coutinho         |                                 |
| 1980 | Música Para Sempre                            | —                        | Documentário dirigido por Guará |
| 1981 | Eu Te Amo                                     | Atendente do Necrotério  |                                 |
| 1982 | Tabu                                          | —                        |                                 |
| 1982 | O Homem do Pau-Brasil                         | Biriba                   |                                 |
| 1983 | Rio Babilônia                                 | —                        |                                 |
| 1983 | Aventuras de um Paraíba                       | —                        |                                 |
| 1984 | Pra Viver um Grande Amor                      | —                        |                                 |
| 1984 | Amenic - Entre o Discurso e a Prática         | —                        |                                 |
| 1985 | Areias Escaldantes                            | Mínimo Jonas             |                                 |
| 1985 | Noite                                         | —                        |                                 |
| 1985 | Brás Cubas                                    | —                        |                                 |
| 1986 | Um Filme 100% Brasileiro                      | —                        |                                 |
| 1986 | Nem Tudo é Verdade                            | —                        |                                 |
| 1988 | Luar sobre Parador                            | Barbudo                  | Filme estadunidense             |
| 1988 | Dedé Mamata                                   | Barbudo                  |                                 |
| 1989 | Sermões - A História de Antônio Vieira        | —                        |                                 |
| 1991 | Matou a Família e Foi ao Cinema               | ‎Ladrão de roupas intimas |                                 |
| 1992 | Perfume de Gardênia                           | —                        |                                 |
| 1992 | Quem Seria o Feliz Conviva de Isadora Duncan? | —                        |                                 |
| 1992 | Oswaldianas                                   | Ladislau                 | Segmento: "Perigo Negro"        |
| 1993 | Oceano Atlantis                               | —                        |                                 |
| 1994 | Louco Por Cinema                              | Rubens Bestia            |                                 |
| 1995 | O Mandarim                                    | —                        |                                 |
| 1997 | Navalha na Carne                              | —                        |                                 |
| 1998 | A Hora Vagabunda                              | —                        | Curta-metragem                  |
| 1998 | Curra Urbana                                  | —                        |                                 |
| 2002 | Samba-Canção                                  | Ele mesmo                |                                 |
| 2005 | Um Lobisomem na Amazônia                      | Zoltan                   |                                 |
| 2005 | O Signo do Caos                               | Capanga                  |                                 |
| 2006 | Prazo de Validade                             | Fotográfo                | Curta-metragem                  |
| 2006 | O Quadrado de Joana                           | —                        |                                 |

## Homenagens
O ator teve seu enterro filmado em um simples curta-metragem de Fábio Carvalho, "Guará, Ladrão de Estrelas", no qual amigos e parceiros de cinema homenageiam o ator.. Júlio Bressane homenagearia o ator e amigo em duas oportunidades, em Beduíno, filme de 2016, onde faria referências ao Memórias de um Estrangulador de Loiras, um dos principais papel de Guará durante sua trajetoria no cinema Em A Erva do Rato de 2008, o protagonista interpretado por Selton Mello, afirmaria, em uma discreta homenagem, que “Guaratiba é o lugar onde corre o canídeo máximo de nossa fauna, o guará. O Guará... O velho e inesquecível Guará.” 